# Kříž svobody krále Haakona VII.
Kříž svobody krále Haakona VII. (norsky Haakon VIIs Frihetskors) je norské státní vyznamenání založené roku 1945. Udílena je cizincům i občanům Norska, a to civilnímu i vojenskému personálu, za vynikající a rozhodující přínos norským zájmům během druhé světové války.

## Historie a pravidla udílení
Medaile byla založena dne 18. května 1945. Udílena je norskému i zahraničnímu vojenskému i civilnímu personálu za mimořádný a rozhodující přínos norským zájmům během války. I když podle zakládající královské rezoluce měl být Kříž svobody krále Haakona VII. vyšší třídou a Medaile svobody krále Haakona VII. nižší třídou stejného vyznamenání, byly zároveň zavedeny dvoje stanovy pro každou třídu zvlášť. Jednotlivé stanovy na sebe navzájem neodkazovaly. Proto jsou Kříž svobody krále Haakona VII. a Medaile svobody krále Haakona VII. považovány za dvě nezávislá ocenění. Po zřízení vyznamenání bylo rozhodnuto, že ani kříž ani medaile by neměly být udíleny norským občanům za civilní nebo administrativní úsilí. Přesto byla udělena několika jednotlivcům, kteří sloužili po delší dobu na základnách na Shetlandách, na evropském kontinentu nebo v Arktidě. Po jejich založení se kříž i medaile staly hlavními oceněními udílenými cizincům.
Kříž svobody krále Haakona VII. se udílí rozhodnutím krále a rady. Nominace na jeho udělení podává ministerstvo zahraničních věcí, ministerstvo obrany nebo ministerstvo spravedlnosti. Udílení probíhalo od skončení druhé světové války do poloviny 50. let 20. století. Udílen byl také cizincům, kteří působili během války v Norsku, ať už na poli vojenském, civilním, diplomatickém či humanitárním. Udílení tohoto vyznamenání spolu s dalšími válečnými vyznamenáními bylo obnoveno v roce 1979. Důvodem byla kritika, že se norským námořníkům, kteří se plavili v obchodním námořnictvu během druhé světové války, nedostalo cti, kterou si zasloužili. Případy byly posouzeny Radou pro válečná vyznamenání a bylo rozhodnuto o nových uděleních vyznamenání.
Spolu s medailí se udílí i diplom dosvědčující jeho udělení. Dekorace se po udělení stává osobní majetkem oceněného, proto ani po jeho smrti nemusí být vrácena státu a náleží jeho dědicům. Kříž svobody krále Haakona VII. může být udělen i posmrtně. V takovém případě je vyznamenání předáno nejbližšímu příbuznému vyznamenaného.
V hierarchii norských vyznamenání se nachází na 5. místě za Norským královským řádem za zásluhy a před Medailí svatého Olafa s dubovou ratolestí. Medaile jsou vyráběny zlatnickou firmou J. Tostrup v Oslu.
Kříž svobody krále Haakona VII. se nosí nalevo na hrudi.

## Popis medaile
Medaile má tvar bíle smaltovaného maltézského kříže. Uprostřed kříže je kulatý červeně smaltovaný medailon s monogramem krále Haakona VII. Monogram je položen přes písmeno V, které symbolizuje slovo vítězství. Všechna písmena jsou z pozlaceného stříbra. Na zadní straně je vyryt nápis Alt for Norge 7 juni 1945 (všichni za Norsko 7. června 1945). Dne 7. června 1945 se norský král Haakon VII. vrátil do vlasti po svém pětiletém nuceném exilu v zahraničí během druhé světové války.
Stuha je modrá s bílými pruhu při obou okrajích.